# Мерхеперра
Мерхеперра — давньоєгипетський фараон з XIII династії, що правив у часи Другого перехідного періоду десь між 1663 і 1649 роками до нашої ери. Таким чином, Мерхеперра царював або над Верхнім Єгиптом з Фів, або над Середнім і Верхнім Єгиптом з Мемфісу, оскільки дельта Східного Нілу перебувала під владою XIV династії.
Мерхеперра фігурує в Туринському папірусі у списку фараонів, складеному в ранній період правління Рамезидів у часи XIX династії. Згідно з єгиптологом Кімом Рихольтом, туринський папірус подає його преномен у 8-му стовпчику, в 17-ому рядку. Оскільки туринський папірус пошкоджений на ділянці, що охоплює кінець правління XIII династії, то тривалість правління фараона Мерхеперра достаменно невідома.

## Титулатура
| Титулатура | Ієрогліфи | Транслітерація (транскрипція) - переклад - (посилання) |

| N5 | U7 · D21 | L1 |

| N5 | U7 · D21 | L1 |

| N5 | U7 · D21 | L1 |

| N5 | U7 · D21 | L1 |

| N5 | U7 · D21 | L1 |

| N5 | U7 · D21 | L1 |

| N5 | U7 · D21 | L1 |

| N5 | U7 · D21 | L1 |

| N5 | U7 · D21 | L1 |

| N5 | U7 · D21 | L1 |

| N5 | U7 · D21 | L1 |

| N5 | U7 · D21 | L1 |

| N5 | U7 · D21 | L1 |

| N5 | U7 · D21 | L1 |

| N5 | U7 · D21 | L1 |

| N5 | U7 · D21 | L1 |

| N5 | L1 | U7 |

| N5 | L1 | U7 |

| N5 | L1 | U7 |

| N5 | L1 | U7 |

| N5 | L1 | U7 |

| N5 | L1 | U7 |

| N5 | L1 | U7 |

| N5 | L1 | U7 |

| N5 | L1 | U7 |

| N5 | L1 | U7 |

| N5 | L1 | U7 |

| N5 | L1 | U7 |

| N5 | L1 | U7 |

| N5 | L1 | U7 |

| N5 | L1 | U7 |

| N5 | L1 | U7 |